# (19582) Blow
(19582) Blow est un astéroïde de la ceinture principale.

## Description
(19582) Blow est un astéroïde de la ceinture principale. Il fut découvert le 13 juillet 1999 à Reedy Creek par John Broughton. Il présente une orbite caractérisée par un demi-grand axe de 2,59 UA, une excentricité de 0,04 et une inclinaison de 2,1° par rapport à l'écliptique.

## Compléments